# Lijst van patriarchen van Lissabon

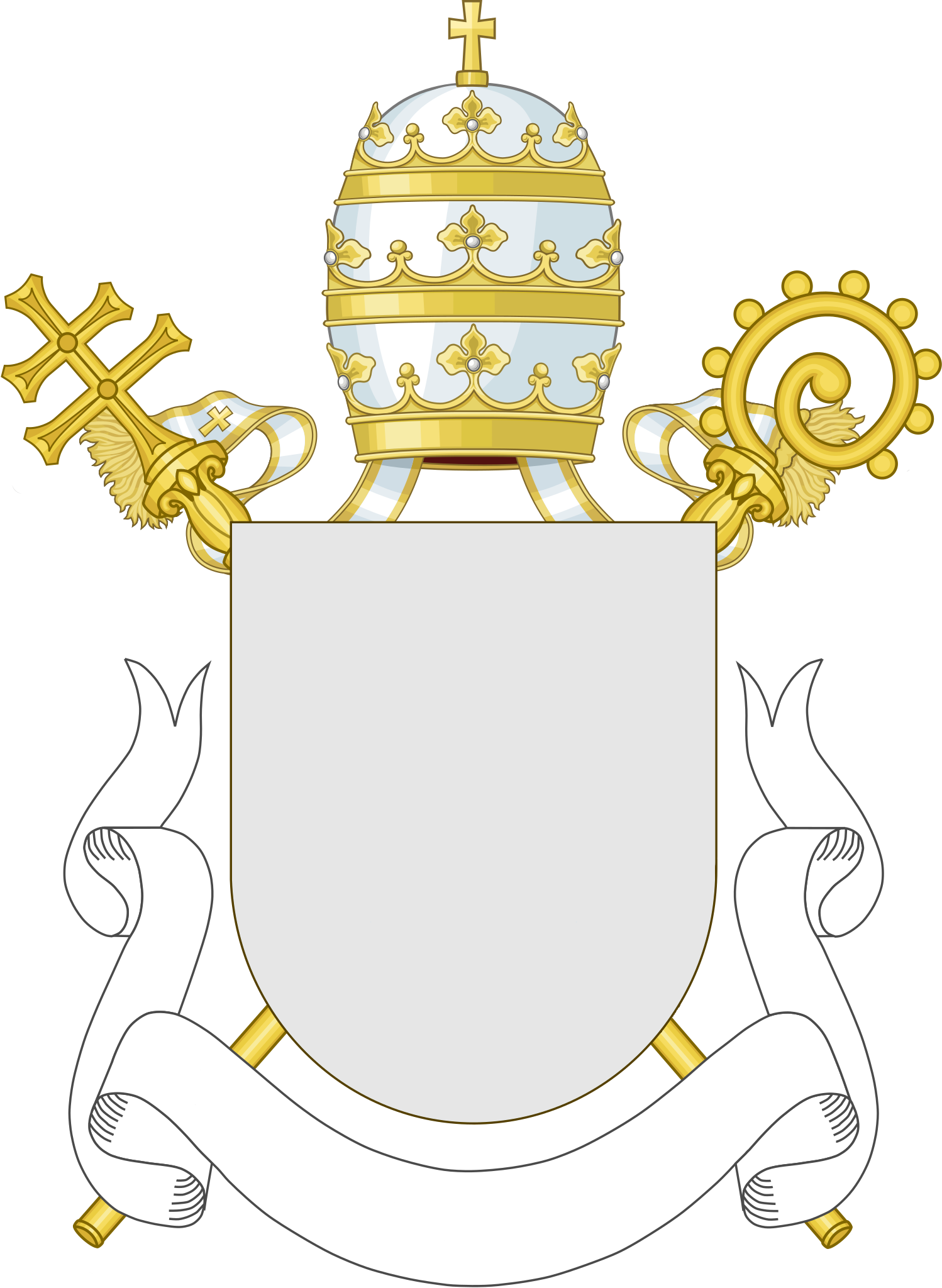
Wapen van het patriarchaat van Lissabon

Dit is een lijst van patriarchen van Lissabon, een patriarchaat van de Rooms-Katholieke Kerk.
| Periode      | Patriarch                                 |
| ------------ | ----------------------------------------- |
| 1716 - 1754  | Tomás de Almeida                          |
| 1754 - 1758  | José Manoel da Câmara                     |
| 1758 - 1776  | Francisco de Saldanha da Gama             |
| 1779 - 1786  | Fernando de Sousa da Silva                |
| 1786 - 1818  | José Francisco Miguel António de Mendonça |
| 1819 - 1825  | Carlos da Cunha e Menezes                 |
| 1826 - 1840  | Patrício da Silva                         |
| 1840 - 1845  | Francisco de São Luís Saraiva             |
| 1845 - 1857  | Guilherme Henriques de Carvalho           |
| 1858 - 1869  | Manuel Bento Rodrigues da Silva           |
| 1871 - 1883  | Inácio do Nascimento de Morais Cardoso    |
| 1883 - 1907  | José Sebastião de Almeida Neto            |
| 1907 - 1929  | António Mendes Bello                      |
| 1929 - 1971  | Manuel Gonçalves Cerejeira                |
| 1970 - 1998  | António Ribeiro                           |
| 1998 - 2013  | José da Cruz Policarpo                    |
| 2013 - 2023  | Manuel Macário do Nascimento Clemente     |
| 2023 - heden | Rui Manuel Sousa Valério                  |

Tomás de Almeida · José Manoel da Câmara · Francisco de Saldanha da Gama · Fernando de Sousa da Silva · José Francisco Miguel António de Mendonça · Carlos da Cunha e Menezes · Patrício da Silva · Francisco de São Luís Saraiva  · Guilherme Henriques de Carvalho · Manuel Bento Rodrigues da Silva · Inácio do Nascimento de Morais Cardoso · José Sebastião de Almeida Neto · António Mendes Belo · Manuel Gonçalves Cerejeira · António Ribeiro · José da Cruz Policarpo · Manuel Macário do Nascimento Clemente · Rui Manuel Sousa Valério